# Півники борові
{{#ifeq:0|0|{{#if:|{{#if:Irispineticola|[[]}}|}}}}
Пі́вники борові́ (Iris pineticola) — багаторічна рослина родини півникових, занесена до Червоної книги України. Ендемік Східної Європи. Декоративна культура.

## Опис
Трав'яниста рослина 7-20 см заввишки, криптофіт. Кореневище довге, розгалужене, під вузлами потовщене, у верхній частині вкрите залишками листкових піхов. Плідні пагони з 1-2 листками або безлисті. Листки мечоподібні, плоскі, 5-32 см завдовжки, до 10 мм завширшки. Квітки на коротких квітконіжках, розташовані зазвичай попарно, розквітають різночасно, 3,5-5,5 см завдовжки, жовті, знизу з волосками. Зав'язь дорівнює трубці оцвітини або менша за неї, але не більше ніж в 2 рази. Плід — тригранна еліптична коробочка, загострена з обох кінців, з дуже коротким носиком.

## Екологія та поширення
Рослина доволі морозостійка, надає перевагу помірно- або навіть недостатньо зволоженим ґрунтам. Як вказує видова назва, зустріти її можна найчастіше у соснових борах, розташованих на піщаних берегах річок, рідше півники борові зростають на відкритих пісках в угрупованнях з Festuca vaginata (один з видів костриці).
Розмножується вегетативно та насінням. Квітне у травні-липні, плодоносить у червні-вересні.
Ареал виду охоплює південну частину Східно-Європейської рівнини. В Україні півники борові поширені у Лісостепу, зрідка — у північній частині Степу та в долині Сіверського Донця. За межами України ця рослина трапляється у чорноземних областях Росії: Тамбовській, Воронізькій, Курській, Пензенській.

## Значення і статус виду
Незважаючи на те, що ареал півників борових доволі широкий, вид має статус вразливого, оскільки його популяції вкрай нечисленні та представлені здебільшого поодинокими особинами або групами, які утворилися внаслідок вегетативного розмноження (клонами). Охороняють цю рослину в Національному природному парку «Святі гори» і заказнику «Червонобережжя».
Для збільшення популяцій необхідно запобігати збиранню квітів, видобутку піску, випасанню худоби та надмірному рекреаційному навантаженню.

## Синоніми
- Iris arenaria підв. orientalis (Ugr.) Lavrenko
- Iris flavissima підв. stolonifera ф. orientalis Ugr.
- Iris humilis підв. orientalis (Ugr.) Soó

## Систематика
За даними спільного інтернет-проекту Королівських ботанічних садів у К'ю і Міссурійського ботанічного саду The Plant List версії 1.0 2010 року Iris pineticola Klokov (півники борові) були віднесені до синонімів Iris humilis Georgi (півники низенькі). За оновленою версією 1.1 цього ж проекту 2013 року Iris pineticola Klokov є синонімом Iris arenaria Waldst. & Kit..